# Айше Талай-Онган
Д-р Айше Талай-Онган (на турски: Ayshe Talay-Ongan) е турска психоложка, академик и писателка на произведения в жанра любовен роман и документалистика.

## Биография и творчество
Айше Талай-Онган е родена на 23 септември 1947 г. в Анкара, Турция.
Завършва през 1965 г. Американската академия за момичета в Истанбул. Следва педагогика в Близкоизточния технически университет в Анкара, който завършва през 1969 г. и психология в Колумбийския университет в Ню Йорк, от който получава магистърска степен и завършва с докторска степен по медицина през 1975 г., специализирайки в областта на ранното развитие и интервенция. Живяла е в Истанбул, Ню Йорк, Сан Франциско, Париж, Флоренция и Сидни.
В периода 1989 – 2007 г. преподава в Университета Макуори в Сидни. През 2003 г. получава наградата за изключителен учител. Авторка е на няколко учебника за ранното детско развитие и обучението на малките деца, като и много научни статии.
След пенсионирането си започва да пише художествена литература.
Първият ѝ роман „Turquoise – A Love Story“ (Тюркоаз – любовна история) е издаден през 2012 г. Романът третира темата за трансцендентната любов, неумолимата омраза и лоялността към приятели и семейство чрез трайната и страстна любовна връзка между героите Ясмин и Ренан, която обхваща две десетилетия, два брака и три континента. Романът е вдъхновен от собствения ѝ живот.
Вторият ѝ роман „Emerald: Scenes from a Marriage“ (Изумруд: Сцени от брака) е издаден през 2015 г. и е продължение на първия ѝ роман.
Омъжена е и има две дъщери.
Айше Талай-Онган живее със семейството си в Сидни.

## Произведения

### Самостоятелни романи
- Turquoise – A Love Story (2012)
- Emerald: Scenes from a Marriage (2015)

### Документалистика
- Typical and atypical development in early childhood (1998)
- Early development risk and disability (2004)
- Child development and teaching young children (2005)